# 吴大本 (崇明县知县)
吴大本，字立之，福建莆田人，明朝政治人物。

## 生平
正德十一年（1516年）丙子科福建鄉試舉人。嘉靖十一年（1532年）接替任南直隸崇明县知县。

## 家族
吳智姪孫。